# Sutherland, Sydney
Sutherland este o suburbie în Sydney, Australia.

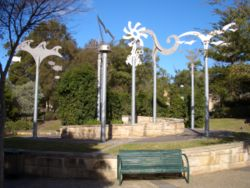
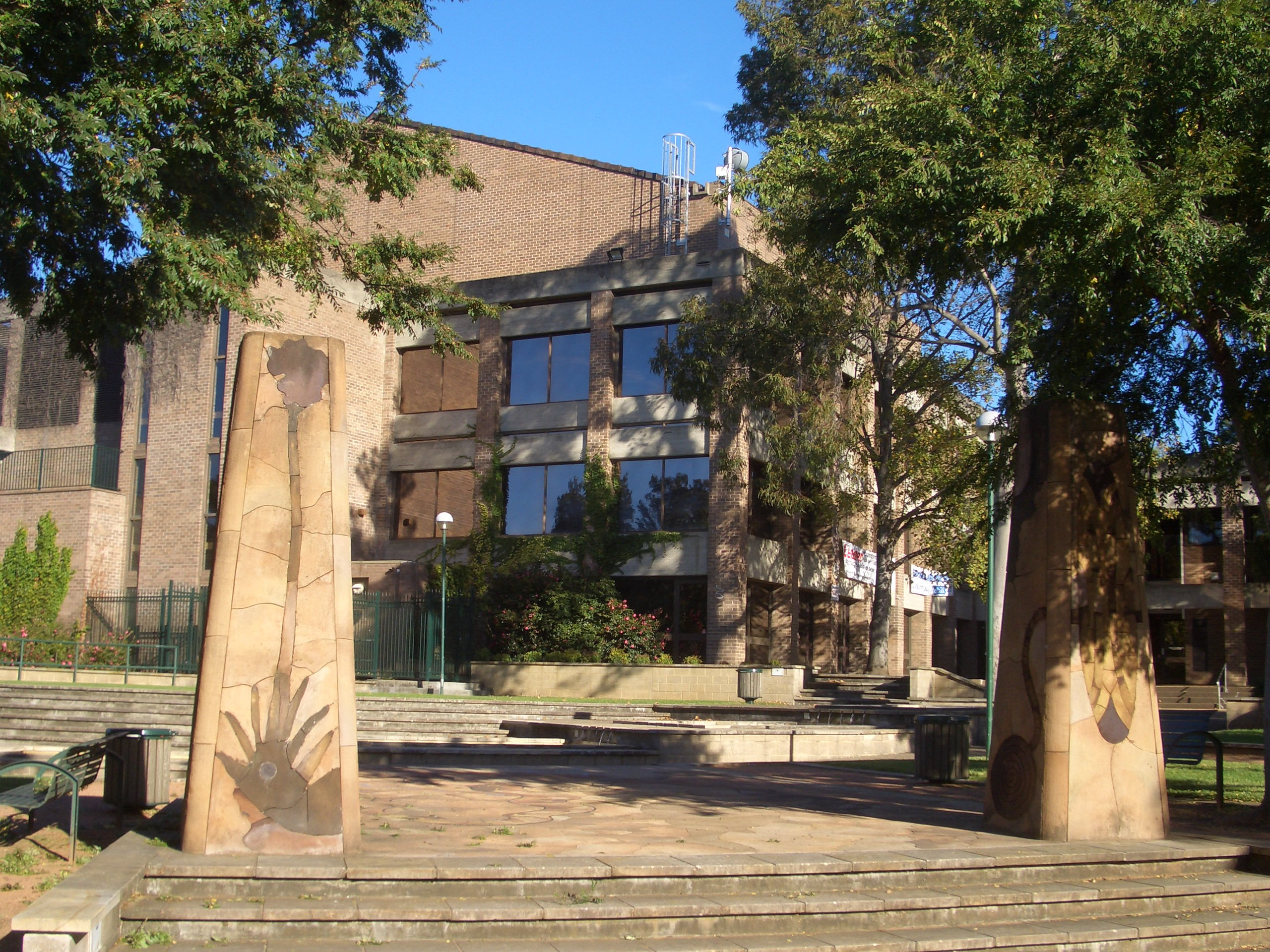
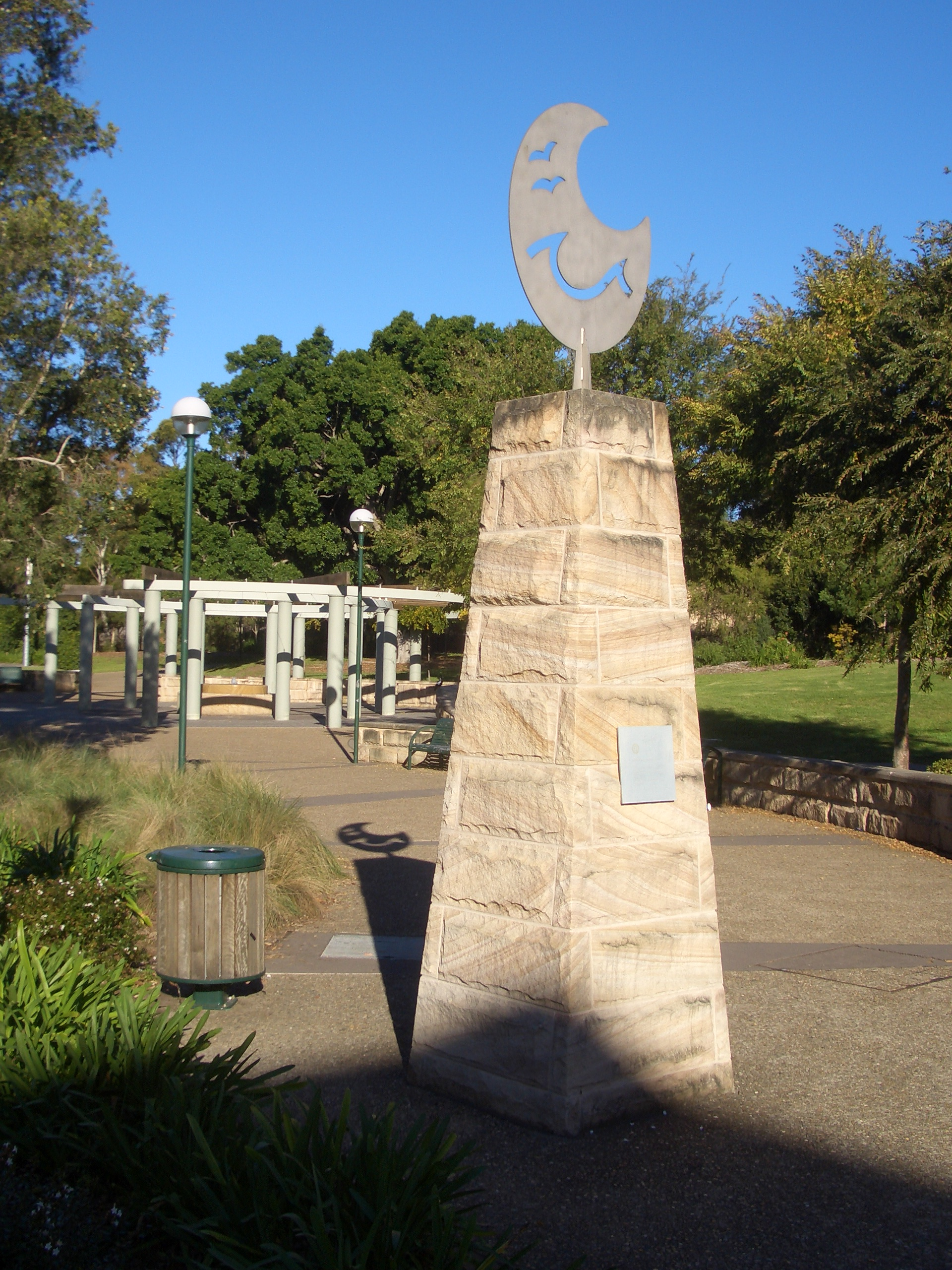